# Lilla Bollhuset
Lilla Bollhuset eller Nya Bollhuset var en historisk idrottslokal och senare teater vid nuvarande Slottsbacken i Gamla stan, Stockholm. Byggnaden uppfördes i kvarteret Europa i mitten av 1600-talet och gjordes om till den nuvarande Finska kyrkan 1725. 

## Historik

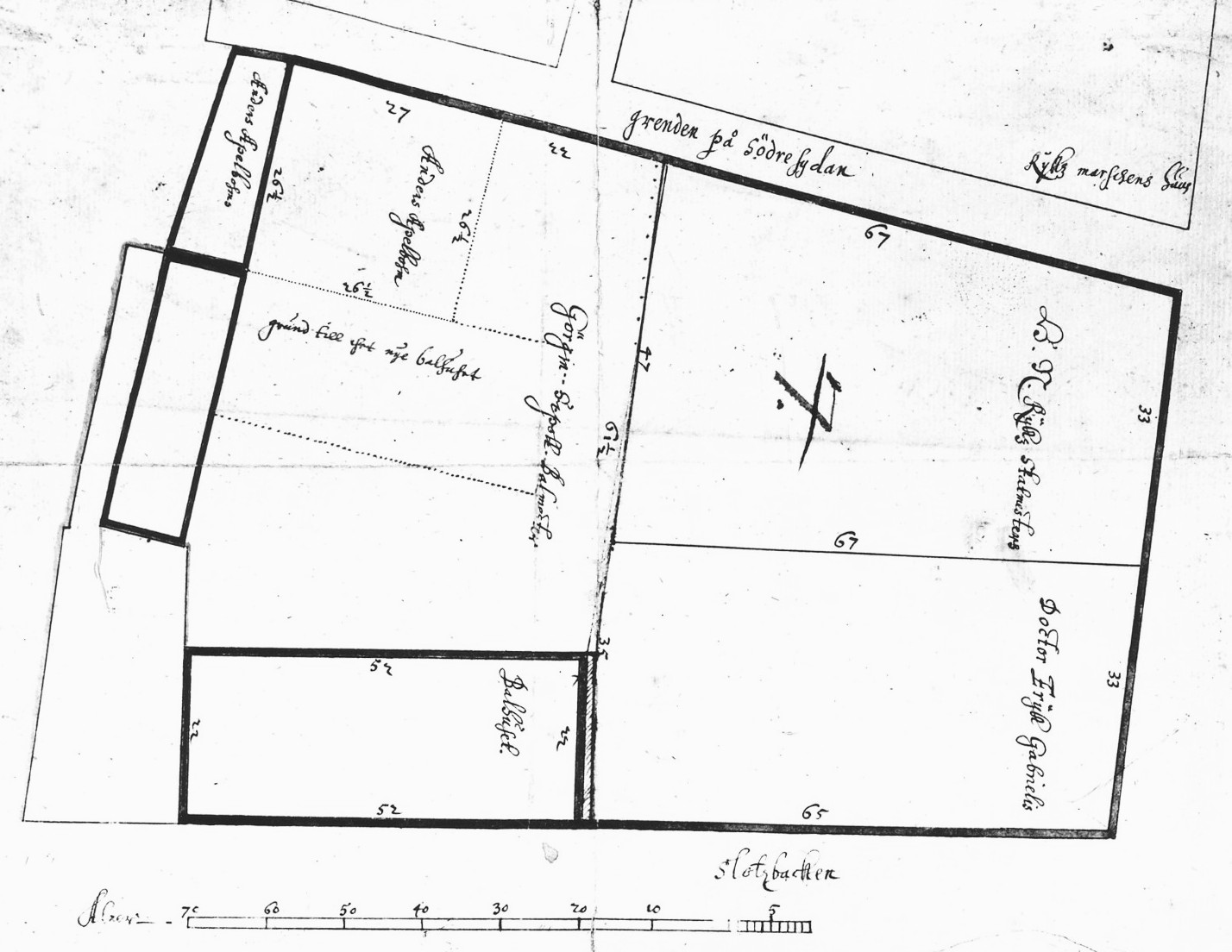
Kvarteret Europa med Stora Bollhuset och planering för Lilla Bollhuset 1648 (norr och Slottsbacken är nedåt).

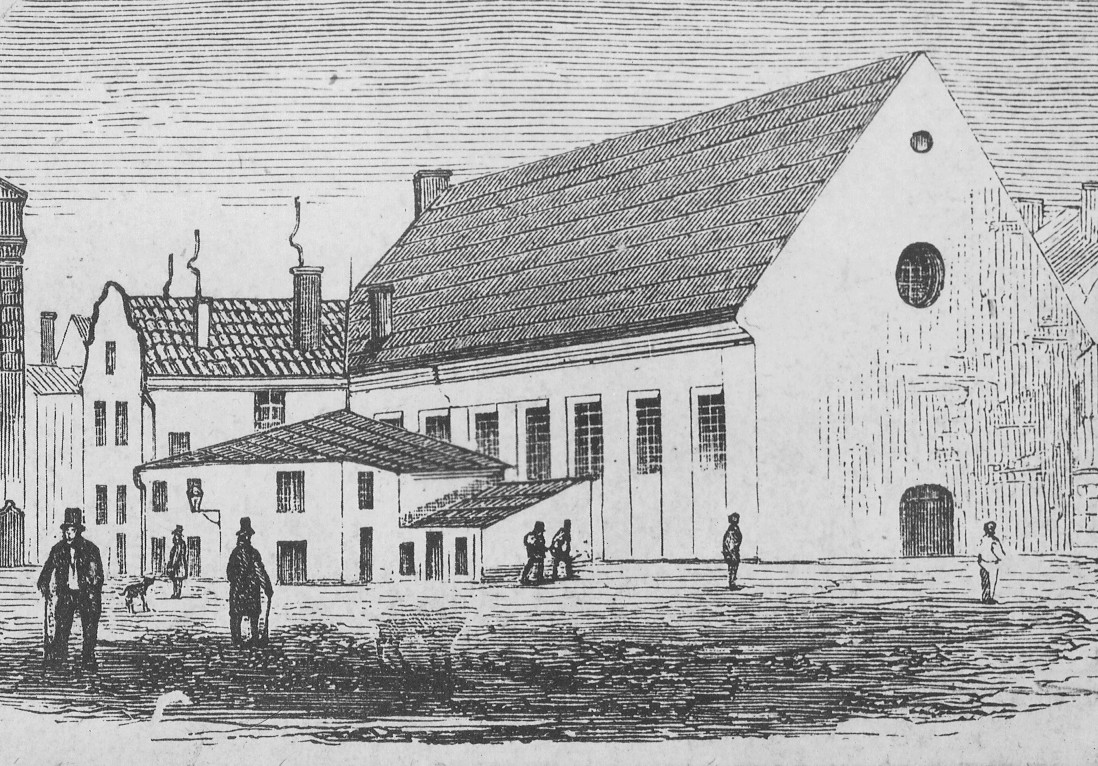
Finska kyrkan, tidigare Lilla Bollhuset, illustration från 1867.

Byggnaden uppfördes mellan 1648 och 1653 som en tillbyggnad till Stora Bollhuset och kallades därför Lilla Bollhuset eller Nya Bollhuset. Medan Stora Bollhuset tillhörde kronan fram till 1663, då det förpantades till Charles Boit (far till Charles Boit), och sedan återigen drogs in till staten när bollhusrättigheterna drogs in från dennes änka 1699, var Lilla Bollhuset privat egendom. Huset uppfördes av Georg Sippel, som var bollmästare i Stora Bollhuset. Lokalerna uppfördes för bollsporter som utövades av medlemmarna av hovet. Under denna tid var det vanligt i Europa att bollhus, som var byggda med åskådarläktare, kunde användas av kringresande teatersällskap, och det var också fallet med de båda bollhusen i Stockholm. 
Eftersom både Stora och Lilla Bollhuset, förutom Lejonkulan, användes parallellt av kringresande teatersällskap, har teaterverksamheten varit svår att reda ut. Lilla Bollhuset användes bevisligen då och då som tillfällig teaterlokal mellan 1662 och 1686. Lilla Bollhuset öppnades som hovteater 1662, då ett tyskt teatersällskap (det första tyska teatersällskap som uppträdde i Sverige) under ledning av Adamus Koch och Johann Christoff Loner anställdes som "Hans Kongl. Maij:tz Commedianter och Danzmestare". De uppträdde på Lilla Bollhuset och på Stockholms slott fram till 1666, då de ersattes av ett holländskt sällskap under Jan Baptist van Fornenbergh. När Lejonkulan inreddes till teater året därpå flyttades teatern dit. 1682 användes Lilla Bollhuset av ett oidentifierat tyskt teatersällskap, och 1686 av David Müllstreichs teatersällskap. Sebastiano di Scios sällskap uppträdde i Stockholm 1688, och bör ha uppträtt i någon av bollhusen. 
Från 1667 användes både Lejonkulan och Lilla Bollhuset omväxlande som lokaler av de teatersällskap som besökte Stockholm, och senare även Stora Bollhuset; den första säkert bekräftade föreställningen i Stora Bollhuset ägde rum den 29 oktober 1684, då ett oidentifierat teatersällskap enligt ett programtryck uppförde pjäsen Disa av Johannes Messenius, och nästa kända föreställning av ett oidentifierat kursachiskt sällskap, troligen under 1690-talet. 
Bland de teatersällskap som besökte Stockholm under denna tid fanns Johann Christoffer Loner (som också uppträdde i Estland) 1662–1664 och 1668–1669, Johann August Ulich 1668 och 1696–1697, David Müllstreich 1686–1687 och 1691, Sebastiano di Scio, (aktiv vid hovet i Hannover) 1688–1689 och 1695–1696. För dessa bör Lejonkulans teater ha varit stängd efter 1686 och Stora Bollhuset under 1689-91, medan Lilla Bollhuset var tillgängligt hela perioden: efter 1691 kan båda bollhusen ha använts.  
Från 1686 reserverades Lejonkulan av Dän Swänska Theatren, och när Lejonkulan revs 1689 reserverades Stora Bollhuset för Dän Swänska Theatren fram till 1691, och de sällskap som uppträdde i Stockholm 1689–1691 bör därför ha uppträtt i Lilla Bollhuset. 
År 1725 kunde finska församlingen köpa Lilla Bollhuset. Hela byggnaden byggdes om till kyrka under ledning av arkitekten Göran Adelcrantz, och den nya kyrkan invigdes den 19 december 1725.